# Антоний (Щерба)
Митрополи́т Анто́ний (в миру Иван Иванович Щерба, укр. Іван Іванович Щерба, Джон Щерба, англ. John Scharba; род. 30 января 1947, Шарон, Пенсильвания) — епископ Константинопольской православной церкви, митрополит Иерапольский (с 2012), первоиерарх Украинской православной церкви в США.

## Биография
Родился 30 января 1947 года в городе Шароне, штат Пенсильвания, США, в семье Ивана и Дорофеи Щерба. 23 марта того же года был крещён в Иоанно-Предтеченской украинской церкви родного города в составе неканонической (на тот период) «Украинской Православной Церкви США и рассеяния».
Получил начальное и среднее образование в Шарпсвилле. Молодой Джон почувствовал призвание к священству в очень молодом возрасте и был вовлечён в молодёжные и взрослые группы в своём приходе, но после окончания средней школы он решил проверить своё «призвание», поступив в Университет Эдинборо в Пенсильвании, чтобы подготовиться к мирской карьере в качестве журналиста-международника.
Через два года, поняв, что он на неверном пути, поступил в Коллегию Святого Андрея в Виннипеге, Манитоба, Канада — единственную украинскую православную семинарию, существовавшую в то время в «свободном мире». Одновременно он поступил в Университет Манитобы, кампус которого является местом расположения Андреевской семинарии. Он окончил университет Манитобы в 1970 году со степенью бакалавра искусств в области социологии, а затем в 1971 году закончил учёбу в Андреевской семинарии со степенью бакалавра богословия. Он остался в Виннипеге, приняв предложение стать деканом-резидентом Коллегии Святого Андрея — местопребывания как для студентов-богословов, так и для православных и некоторых неправославных студентов Университета Манитобы.
1 октября 1972 года в Свято-Владимирском украинском православном соборе в городе Парма, штат Огайо, епископ Константин (Баган) рукоположил его во диакона. а 26 ноября 1972 года в Иоанно-Предтеченском храме в Шароне тем же епископом был рукоположен в сан священника.
В декабре 1972 года был назначен на свой первый приход — Свято-Владимирский храм в Эмбридже, Пенсильвания, и оставался там в течение четырёх лет. Затем Иоанна перевели в Свято-Михайловский украинский православный приход в Хаммонде, в штате Индиана, в котором он служил в течение следующих девяти лет. Много общался с молодёжью своих приходов и внутри Украинской православной митрополии. Он служил в качестве духовного советника украинского православного палаточного лагеря в Кон-о-Кви в Западной Пенсильвании. Также в течение десяти лет служил в качестве духовного советника юношеской Украинской православной лиги США и в течение десяти лет был председателем комиссии по кандидатам в духовенство Украинской православной лиги, которая управляла стипендиальным Фондом им. митрополита Иоанна (Теодоровича) для поддержки семинаристов.
Во время своего служения в приходе Святого Михаила в Хаммонде, он продолжил своё образование в Высшей школе теологии в Университете Лойолы в Чикаго, и в Высшей школе педагогического консультирования  Университета Пердью в Индиане.
29 мая 1985 года принял монашество с наречением имени Антоний в честь Антония Великого, вскоре возведён в сан архимандрита.
6 октября того же был хиротонисан во архиепископа Нью-Йоркского. Рукоположение возглавил митрополит Мстислав (Скрыпник) в Андреевском храме в Саут-Баунд-Бруке, штат Нью-Джерси. Одновременно с хиротонией назначен ректором и администратором семинарии Святой Софии.
В 1989 году также назначен управляющим украинскими приходами в Австралии и Новой Зеландии.
11 марта 1995 года, вместе со всей своей Церковью, был принят под омофор Константинопольского патриарха с титулом епископа Иерапольского. По другим данным епископский сан «иерархов Украинской Православной Церкви США и рассеяния» не был признан и было совершено перерукоположение иерархов и духовенства, которое, однако, прошло без огласки. По данным украинского священника Ростислава Яремы, «как и все иерархи и духовенство „Украинской Православной Церкви в США“, был тайно перерукоположен. Об этом, в частности, неоднократно свидетельствовал архиепископ Скопелосский Всеволод (Майданский) в ходе общения с епископатом УПЦ. Константинополем эти сведения никогда не опровергались».
В 1997 года освобождён от должности управляющего приходами в Австралии. В том же году возведён в сан архиепископа.
В 2010 году был избран казначеем Ассамблеи канонических епископов Северной Америки и поставлен во главе её комитета по финансовым делам.
После кончины Предстоятеля Украинской православной церкви в США митрополита Константина (Багана), 21 мая 2012 года архиепископ Антоний был избран местоблюстителем митрополичьего престола.
6 октября того же года Собором духовенства и мирян Украинской православной церкви в США был избран её предстоятелем. 14 ноября 2012 года избрание утвердил Патриарх Константинопольский Варфоломей. Кроме того, митрополит Антоний стал Местоблюстителя УПЦ в диаспоре.
Интронизация состоялась 26 января 2013 года в украинском православном соборе св. Андрея Первозванного в Силвер-Спринг, штат Мэриленд.
На соборе УПЦ в диаспоре 30 октября — 1 ноября 2015 года митрополит Антоний был официально избран Митрополитом УПЦ в диаспоре.
В 2022 году активно поддержал Украину. По состоянию на 20 сентября 2022 года УПЦ США собрала 2,4 миллиона долларов в помощь народу Украины. Гуманитарная помощь УПЦ США распределялась в городах: Днепр, Киев, Луцк, Львов, Одесса, Сумы, Харьков, Яворов.